# Wojbor Andrzej Woyczyński
Wojbor Andrzej Woyczyński (24 ottobre 1943 – 14 agosto 2021) è stato un matematico polacco.
È noto per i suoi studi sullo Spazio di Banach per i quali trova applicazione il teorema a cui ha dato anche il suo nome, il teorema di Ryll-Nardzewski-Woyczyński
Egli ha scritto vari libri, i più famosi dei quali sono:
- Martingale Theory in Harmonic Analysis and Banach Spaces, Springer Verlag, (1982). ISBN 0387115692
- Introductory Statistics and Random Phenomena, Birkhäuser Verlag (1998). ISBN 0817640312
- Stochastic Models in Geosystems, Springer (1997). ISBN 0387948732
- Distributions in the Physical and Engineering Sciences, Birkhäuser Verlag (1997). ISBN 0817639241
- Stanislaw Kwapiene Woyczyński Random series and stochastic integrals, Birkhäuser Verlag, (2002)